# فیلیپ ال جیلین
فیلیپ ال جیلین (۱۹۲۳–۲۰۰۴) روزنامه‌نگار و نویسنده آمریکایی بود.  وی در دوون، پنسیلوانیامتولدشد و در سال ۱۹۴۳ از دانشگاه ییل فارغ التحصیل شد. وی به تفنگداران دریایی ایالات متحده اضافه شد و در ایوو جیما جنگید . در سال ۱۹۴۶ وی به نام خبرنگار خارجی به وال استریت ژورنال اضافه شد و به نام رئیس دفتر روزنامه در پاریس و لندن خدمت نمود و بعدها جنگ ویتنام را پوشش داد. در سال ۱۹۶۷ او به نام معاون سردبیر صفحه تحریریه توسط واشنگتن پست استخدام شد و به زودی سردبیر ارشد شد.  وی در سال ۱۹۷۰جایزه پولیتزر را برای نوشتن سرمقاله کسب کرد. در سال ۱۹۷۹ وی در مسئله های خاورمیانه برای پست تخصص داشت.
فیلیپ نویسنده لیندون بی جانسون و جهان می باشدکه در سال ۱۹۶۶ منتشر شد. 